# Internet Explorer 9
Windows Internet Explorer 9 (förkortat IE9) har skapats av Microsoft. Den släpptes till allmänheten den 14 mars 2011. Internet Explorer 9 stöder flera olika funktioner i  CSS 3, inbäddade ICC färgprofiler  v2 och  v4 via Windows Color System, och har förbättrad prestanda för JavaScript. Det är en av de fem största webbläsarna som implementerar stöd för SVG. IE9 har även hårdvaruaccelererad grafikrendering med hjälp av Direct2D, hårdvaruaccelererad textrendering med hjälp av DirectWrite, hårdvaruaccelererad videorendering med hjälp av Media Foundation, imaging support med hjälp av Windows Imaging Component samt högkvalitetsutskrifter med XPS.
Internet Explorer 9 stöder även HTML5-video och audiotaggar samt formatet Web Open Font. Microsoft har släppt Internet Explorer 9 som en självständig version, utan att det är bundet till någon viss version av Windows som varit fallet med tidigare versioner.
Systemkraven för Internet Explorer 9 är Windows 7, Windows Server 2008 R2, Windows Vista Service Pack 2 eller Windows Server 2008 SP2 med plattformsuppdatering. Windows XP och tidigare versioner av Windows stöds ej. Internet Explorer 9  är den sista versionen av Internet Explorer som kommer att ha stöd för Windows Vista. Internet Explorer 10 kommer endast stödjas för Windows 7 och framåt.

## Historik
| Namn                                   | Build          | Datum för release | Acid3 poäng | Nya funktioner |
| -------------------------------------- | -------------- | ----------------- | ----------- | --- |
| Internet Explorer 9 Platform Preview 1 | 1.9.7745.6019  | 2010-03-16        | 55/100      | Stöd för CSS3 och SVG samt en ny JavaScriptmotor kallad Chakra. |
| Internet Explorer 9 Platform Preview 2 | 1.9.7766.6000  | 2010-05-05        | 68/100      | Bättre prestanda för JavaScript. |
| Internet Explorer 9 Platform Preview 3 | 1.9.7874.6000  | 2010-06-23        | 83/100      | HTML5 audio, video, och canvas taggar samt Web Open Font Format, WOFF. |
| Internet Explorer 9 Platform Preview 4 | 1.9.7916.6000  | 2010-08-04        | 95/100      | JavaScriptmotor integreras in i webbläsarens kärnkomponenter. |
| Internet Explorer 9 Platform Preview 5 | 1.9.7930.16406 | 2010-09-15        | 95/100      | Ny ikon. |
| Internet Explorer 9 Beta               | 9.0.7930.16406 | 2010-09-15        | 95/100      | Nytt användargränssnitt. |
| Internet Explorer 9 Platform Preview 6 | 1.9.8006.6000  | 2010-10-28        | 95/100      | CSS3 2D transformationer och HTML5 semantiska taggar. |
| Internet Explorer 9 Platform Preview 7 | 1.9.8023.6000  | 2010-11-17        | 95/100      | Bättre prestanda för JavaScript. |
| Internet Explorer 9 Platform Preview 8 | 1.9.8080.16413 | 2011-02-10        | 95/100      | Prestanda, interoperabilitetsförbättringar och stöd för W3C Geolocation API. |
| Internet Explorer 9 Release Candidate  | 9.0.8080.16413 | 2011-02-10        | 95/100      | Förbättrad prestanda, InPrivate Filtering får namnet Tracking Protection, ett förfinat gränssnitt, stöd för fler webbstandarder, möjligheten att lägga till en ny rad med tabbar och andra förbättringar. |
| Internet Explorer 9                    | 9.0.8112.16421 | 2011-03-14        | 95/100      | Förbättrad prestanda, förbättrat skydd mot spårning samt möjligheten att märka upp multipla objekt per sida.                                                                                              |

## Utveckling
Utvecklingen av Internet Explorer 9  påbörjades kort efter att Internet Explorer 8 släppts. Microsoft började då att ta emot förslag på funktioner genom Microsoft Connect. Teamet som arbetar med Internet Explorer fokuserade på att förbättra stödet för HTML5, CSS3, SVG och XHTML samt att förbättra gränssnittet med mer smidighet och en ren ny design.
Microsoft annonserade Internet Explorer 9 för första gången vid PDC 2009 och uttalade sig då mest om hur webbläsaren skulle utnyttja hårdvaruacceleration i DirectX för att förbättra prestandan hos webbapplikationer och kvalitén hos webbtypografi.
Senare meddelade Microsoft att de anslutit sig till W3Cs arbetsgrupp för SVG vilket satte igång spekulationer kring att Internet Explorer 9 skulle ha stöd för SVG. Detta visade sig vara sant vid MIX 10, där Microsoft demonstrerade stöd för grundläggande markup för SVG och ett förbättrat stöd för HTML5. De meddelade även att de skulle förbättra detta stöd markant tills släppet av den första betan av Internet Explorer 9.  Internet Explorer-gruppen introducerade även en ny JavaScriptmotor för  32-bitars Internet Explorer 9 ,med kodnamnet Chakra, som använder Just-in-time-kompilation för att exekvera JavaScript.
Vid MIX 10 släpptes den första förhandsupplagan av Internet Explorer 9-plattformen. Denna hade stöd för CSS3, SVG, den nya JavaScriptmotorn Chakra och en poäng på 55/100 i Acid3-test, en förbättring från Internet Explorer 8 som hade 20/100. Den femte maj 2010 släpptes den andra förhandsupplagan som fick ett betyg på 68/100 på Acid3-testet samt snabbare prestanda på prestandamätningen för JavaScript, SunSpider, än den första förhandsgranskningen. Den 23 juni 2010 släpptes den tredje förhandsupplagan. Den fick 83/100 på Acid3-testet samt återigen ett förbättrat resultat för JavaScriptmotorn. Den tredje förhandsupplagan inkluderade även stöd för HTML5 (ljud, video), taggar för canvas samt WOFF. Den fjärde augusti 2010 släpptes den fjärde förhandsupplagan med ett betyg på 95/100 i Acid3-test och en än snabbare JavaScriptmotor. 15 september 2010 släpptes en betaversion av Internet Explorer 9 till allmänheten, tillsammans med den femte förhandsupplagan för plattformen, nu med ett nytt gränssnitt. Till skillnad från förhandsupplagorna ersatte en installerad Beta tidigare installerade versioner av Internet Explorer. Den sjätte förhandsupplagan släpptes den 28 oktober 2010 och inkluderade stöd för CSS3 2D-transformationer samt semantiska element i HTLM5. Den sjunde Internet Explorer 9 Platform Preview släpptes 17 november 2010, och har en bättre JavaScriptfunktion.
De olika förhandsupplagorna var inte fulla versioner av Internet Explorer 9, då de var tänkta för testing av layout-motorn. De var riktade till webbutvecklare för att kunna få feedback på de olika förbättringar som gjorts, använda parallellt med andra installerade webbläsare och användes för en förhandsvisning av endast renderingsteknologin. De hade därför minimalistiska gränssnitt och saknade traditionella gränssnittselement så som adressfält och navigeringsknappar.
Den 23 november 2010 släpptes två uppdateringar för den publika betan av Internet Explorer 9. KB2448827 förbättrade reliabilitet och löste stabilitetsproblem i den tidiga beta-releasen medan KB2452648 löste ett inbyggt problem med feedback för Internet Explorer 9 och den senaste versionen av Windows Live Sign-in Assistant. Uppdateringarna kan hämtas hem via Windows Update eller hemsidan för Microsoft Download Center. Samma dag läckte Internet Explorer build 9.0.8027.6000, baserad på förhandsupplaga 7 för Internet Explorer 9, ut. Den tionde februari 2011 släpptes releasekandidaten för Internet Explorer 9, samtidigt som förhandsupplaga 8 för plattformen. Releasekandidaten hade förbättrad prestanda, en funktion för spårningsskydd, ett förfinat gränssnitt, stöd för fler webbstandarder och andra förbättringar.
Den slutgiltiga versionen av Internet Explorer 9 blev publik den 14 mars 2011, vid musik och filmfestivalen South by Southwest, SXSW, i Austin i Texas.

## Förändringar från tidigare versioner

### Gränssnitt
Internet Explorer 9 har signifikanta skillnader i gränssnittet jämfört med tidigare versioner. Dessa inkluderar:
- Fästade sidor:[39][40] Integrerar med aktivitetsfältet i Windows 7. För att göra webbupplevelsen mer lik en applikation kan användaren fästa en webbplats och sedan återvända till den som via en genväg. I releasekandidaten kan användaren fästa en webbplats och sedan addera fler hemsidor till den sidan (ex. fästa Facebook och sedan lägga till Twitter som en annan hemsida till den fästade webbplatsen för att skapa ett socialt program).
- Säkerhetsaktiverad Download Manager: Hanterar filtransaktioner och kan pausa och återuppta nedladdningar av filer, samt meddelar om en fil verkar vara ett virus eller malware.
- Förbättrade tabbar och sida för tabbar: Den nya sidan för tabbar kan visa användarens mest besökta webbplatser. Tabbarna visas bredvid adressfältet (det finns även som alternativ att ha en egen rad för tabbar, så som i IE8).
- Add-on Prestandarådgivare: Visar vilka tredjeparts add-ons som kan försämra webbläsarens prestanda och ger användaren alternativet att avvaktivera eller avinstallera dessa.
- Kompakt gränssnitt.[41]

### Scripting

#### JavaScriptmotor
Internet Explorer 9 (32-bit) har en snabbare JavaScriptmotor än Internet Explorer 8, internt kallad för Chakra. Chakra har en separat bakgrundstråd för att kompilera JavaScript. Windows kör den tråden parallellt på en separat kärna när en sådan är tillgänglig. Kompilering i bakgrunden möjliggör fortsatt interaktion med webbsidan för användaren samtidigt som Internet Explorer 9 genererar ännu snabbare kod. Genom att den körs separat i bakgrunden kan denna process utnyttja moderna, flerkärniga maskiner.
I Microsofts preliminära SunSpidermätningar av den tredje 32-bits förhandsupplagan av Internet Explorer 9 överträffade motorn den i Internet Explorer 8 med faktor 10, och överträffade därmed samtidigt den senaste Firefox 4.0 pre-releasen. Microsoft tillhandahöll information om att deras nya motor för JavaScript använde så kallad dead code elimination-optimering för snabbare prestanda, och att webbläsaren klassade en mindre del kod i SunSpider-testet som ”död kod”. Robert Sayre, en utvecklare av Mozilla undersökte detta ytterligare och visade att dead code-optimeringen i Internet Explorer 9 hade buggar. Han visade även på testfall där dessa buggar exponerades och hur de ledde till felkompilering.
Efter det slutgiltiga släppet har 32-bits Internet Explorer 9 fått resultat som gör den till den ledande mainstream webbläsaren enligt SunSpider.
Motorn förbättrar signifikant stödet för ECMA-262, standarden för ECMAScript Language, inklusive funktioner som är nya för den nyligen färdigställda femte upplagan av ECMA-262 (ofta förkortat ES5). 
64-bitars versionen av Internet Explorer 9, som inte ens är standard som webbläsare på 64-bitars system använde inte JIT-kompilatorn och presterar upp till fyra gången långsammare.

#### DOM
Förbättringar i Document Object Model, DOM:
- DOM Traversal och Range
- Full DOM L2 och L3 events
- getComputedStyle från DOM Style
- DOMContentLoaded

### CSS
Internet Explorer 9 har förbättrat stöd för CSS. Implementationsrapporten för Internet Explorer 9, som skapades utifrån Internet Explorer 9 Beta, visar att Internet Explorer 9 klarar av 97,7% av alla test i WC3:s testset för CSS 2.1..
Förbättringar för CSS3 inkluderar stöd för följande moduler:
- CSS3 2D Transforms [52]
- CSS3 Backgrounds and Borders [53]
- CSS3 Color [54]
- CSS3 Fonts [55]
- CSS3 Media Queries [56]
- CSS3 Namespaces [57]
- CSS3 Values and Units [58]
- CSS3 Selectors [59]
- CSS3 Animations

### HTML5

#### HTML5 Media
Internet Explorer 9 har stöd för HTML5 ljud och videotaggar.
Ljudtaggen inkluderar stöd för MP3 och AAC codecs, medan videotaggen stöder H.264/MPEG-4 AVC. Stöd för andra videoformat, så som WebM, kräver tredjeparts plugins.

#### HTML5 Canvas
Internet Explorer 9 inkluderar stöd för HTML5 canvas taggen.

#### HTML5 Inline SVG support
Den första förhandsupplagan av Internet Explorer 9 har stöd för:
- Metoder för inbäddning av: inline HTML, inline XHTML,<object>, hela .svgdokument
- Strukturtaggar: svg,defs,use,g,image
- Formtaggar: circle, ellipse, rect, line, polyline, polygon, path
- Text
- Filling, Stroking, (CSS3) Color
- DOML2 Core och SVGDOM
- Events
- Presentations Attribut och CSS Styling
- Transformationsdefinitioner: translate, skewX, skewY, scale, rotate[63]

SVG-element som stöds i förhandsversionen är fullt implementerade. Element som finns i  förhandsversionen har motsvarande stöd för SVGDKM och kan stilsättas med CSS/presentationsattribut.

### Webbtypografi
Internet Explorer var den första webbläsaren som gav stöd för webbtypsnitt med hjälp av  @font-face -regeln, men stödde endast formatet Embedded OpenType (EOT) och saknade stöd för delar av typsnittssmodulen i CSS 3. Internet Explorer 9 gav fullt stöd för CSS3 typsnittsmodulen och adderade även stöd för WOFF. support.

### Navigation Timings
Internet Explorer 9 implementerar det nya formatet W3C Navigation Timings. Microsoft har varit en del av utformandet av detta format under utvecklingen av Internet Explorer 9.

### Spårningsskydd
Internet Explorer 9 inkluderar ett “Spårningsskydd” som en förlängning av “Inprivate Filtering” i Internet Explorer 8.” InPrivate Filtering” blockerade tredjepartsinnehåll genom att använda en XML-lista som behövde importeras eller så skapades automatiskt en lista genom observation av tredjepartsservrar som användaren interagerade med vid surfning. Om en server dök upp mer än ett visst angivet antal gånger så blockerades framtida kopplingar till den av Inprivate Filtering.
Internet Explorer 9 stöder två metoder för spårningsskydd. Den primära metoden är användning av Tracking Protection Lists (TPL) som tillhandahålls av olika organisationer och företag. Spårningsskyddet är automatiskt påslaget om det aktiverats en gång, till skillnad från InPrivate Filtering som behövde aktiveras varje gång Internet Explorer 8 startades. När en TPL blir utvald så blockerar eller tillåter Internet Explorer 9 tredjeparts URI-nedladdningar baserade på reglerna som finns i TPLen.
Den andra metoden är användning av en Do Not Track header samt en DOM property. Anrop från Internet Explorer 9 inkluderar headern när en TPL blir vald. Hemsidor som följer headern bör då inte använda spårningsmekanismer. För tillfället är det dock frivilligt att följa den här headern men i framtiden kan det bli ett krav.
Metoderna för spårningsskydd har lagts fram som förslag till WC3 för standardisering.

### Skydd mot malware
Internet Explorer 9 använder skydd i flera lager mot malware. Den använder tekniska medel för att skydda minnet, som till exempel Data Execution Prevention (DEP)/NSX -skydd, Safe Exception handlers (SafeSEH) och Address space layout randomization ASLR.
Utöver dessa skydd av minnet nyttjar IE 9 även SEHOP (Structured Exception Handler Overwrite Protection). Detta hjälper till att försäkra att strukturerad undantagshantering inte kan utnyttjas som en svaghet, ens när gamla add-ons som ej blivit omkompilerade för att utnyttja SafeSEH körs.
Utöver detta så är Internet Explorer 9 kompilerat i den nya C++-kompilatorn i Visual Studio 2010. Denna inkluderar en funktion som kallas Enhanced GS,  även känt som Stack Buffer Overrun-igenkänning, vilket förhindrar ”stack buffer overruns” genom att upptäcka korrupta stackar och i så fall undvika körning.
Internet Explorer 8 använde SmartScreen technology, vilket enligt Microsoft var effektivt mot phishing och andra illvilliga hemsidor.  I Internet Explorer 9 har skyddet mot malware förlängts med hjälp av SmartScreen Application Reputation. Denna varnar användaren om hon laddar ner en applikation utan ett “säkert rykte” från en sida som inte har ett säkert rykte.
I slutet av 2010 publicerades resultaten från tester av webbläsares skydd mot malware genomförda av NSS labs. Studien undersökte webbläsarens kapacitet för att förhindra användare att följa upp illvilliga länkar via sociala nätverk och nedladdning av illvillig mjukvara. Den undersökte inte webbläsarens förmåga att blockera illvilliga webbplatser eller kod.
Enligt NSS blockerade  Internet Explorer 9 99% av nedladdningar av malware, jämfört med 90% för Internet Explorer 8 som inte använder sig av funktionen SmartScreen Application Reputation.
I början av 2010 gav liknande tester Internet Explorer 8 ett betyg på 85%, förbättringen på 5% ska bero på kontinuerliga investeringar i förbättring av data intelligence. I jämförelse visar samma forskning att Chrome 6, Firefox 3.6 och Safari 5, som alla använder Googles tjänst Safe Browsing fick betygen 6%, 9% respektive 11%. Opera 10 fick 0% på grund av sitt misslyckande att upptäcka något malware via sociala tjänster alls.
Tillverkare av de andra webbläsarna kritiserade testet, med fokus på bristen av transparens kring de URLer som testats och den bristande hänsynen till layered security. Google kommenterade att "Rapporten anger i sig självt att studien inte undersökt webbläsares säkerhet kopplat till sårbarheter i plug-ins eller webbläsarna i sig själva”, och Opera kommenterade att resultatet framstod som märkligt och att skydd mot sociala malwares inte är en indikator på generell säkerhet i webbläsaren.

## Övriga funktioner

### Emulering av Internet Explorer 7
För att stödja webbplatser som är anpassade för äldre versioner av Internet Explorer finns i Internet Explorer 9 ett kompatibilitetsläge liknande det i Internet Explorer 8 som emulerar standardläget i Internet Explorer 7. Detta läge kan aktiveras av användaren, domänadministratören eller skaparen av en hemsida.

### Användaragentsträng
Tack vare tekniska förbättringar av webbläsaren bestämde sig utvecklingsgruppen för Internet Explorer för att ändra strängen för användaragenten. Koden Mozilla/4.0  ändrades till Mozilla/5.0 för att matcha strängar i andra nya webbläsare och därmed indikera att Internet Explorer 9 är mer brett användbar än tidigare versioner. Koden Trident/4.0  ändrades även till Trident/5.0. På grund av att långa strängar skapar kompbabilitetsproblem så inkluderar inte Internet Explorers standardsträng .NET-identifierare . En utökad sträng finns fortfarande tillgänglig för webbsidor via webbläsarens .userAgent property, och skickas när en hemsida visas i kompatibilitetsläge.
| Operativsystem                    | IE7 kompatibilitetsläge? | Användaragentsträng                                             | Utökad sträng? |
| --------------------------------- | ------------------------ | --------------------------------------------------------------- | -------------- |
| Windows 7/Windows Server 2008 R2  | Ja                       | Mozilla/4.0 (compatible; MSIE 7.0; Windows NT 6.1; Trident/5.0) | Ja             |
| Windows 7/Windows Server 2008 R2  | Nej                      | Mozilla/5.0 (compatible; MSIE 9.0; Windows NT 6.1; Trident/5.0) | Nej            |
| Windows Vista/Windows Server 2008 | Ja                       | Mozilla/4.0 (compatible; MSIE 7.0; Windows NT 6.0; Trident/5.0) | Ja             |
| Windows Vista/Windows Server 2008 | Nej                      | Mozilla/5.0 (compatible; MSIE 9.0; Windows NT 6.0; Trident/5.0) | Nej            |

### Utökningsbarhet
I Internet Explorer 9 är mekanismerna för utökning av Browser Helper Object (BHO:s) och verktygsfält desamma som tidigare. Att inte ladda in BHOer eller verktygsfält förkortar tiden för uppstart men begränsar även utvecklares möjlighet att förbättra användarupplevelsen med hjälp av utökningsmekanismerna.

## Borttagna funktioner
- Separat sökfält
- Förloppsindikator och andra statusindikatorer bortsett från Zoom-knappen
- "Snabbflikar" (Ctrl+Q) är ej längre avaktiverat som standard.
- Sidonamn på titelfältet
- Stora ikoner på kommandofältet
- Alternativet att avaktivera ClearType för endast Internet Explorer
- Stöd för sidtransitioner med DirectX[79]

## Mottagande

### Releasekandidaten
Releasekandidaten släpptes den 10 februari 2011 i San Francisco. Nya funktioner som lagts till efter den senaste betan var spårningsskydd och användandet av hårdvaruaccelererad grafik.
Enligt Net Applications så sjönk Internet Explorers marknadsadel till 56% i januari 2011. I The Register sade Tim Anderson att Internet Explorer 9 var Microsofts svar på den sjunkande marknadsandelen (från 68,5% i juli 2008 till 56% i januari 2011, enligt StatCounter). Han ansåg att den var “snabbare och polerad” en “anmärkningsvärd förbättring” över åttan och noterade “superba” utvecklingsvertyg och “äkta och signifikant” stöd för HTML5, även om det inte var så omfattande som Microsoft angett. Dock ansedde han att konfigurationsmöjligheterna var strödda över hela användargränssnittet och att de distinkta och excellenta funktionerna för ActiveX-filtering och spårningsskydd kan vara förvirrande för mindre tekniska användare. Han menar även att faktum att releasekandidaten släpps elva månader efter att den annonserats i mars 2010 vid MIX visar på en för långsam utvecklingsprocess. Den nya versionen är en “bra modern webbläsare” men konkurrensen går snabbare framåt.
Tidningen Computing observerade att mängden funktioner har byggts upp sedan utvecklingen påbörjades, med nyliga förändringar så som en helt ombyggd JavaScriptmotor och mycket bättre stöd för webbstandarder. Tidningen rapporterade att Internet Explorer 9 RC rankats över Firefox, knappt över Safari samt under Chrome och Opera i Futuremarks prestandamätning för webbläsare – Peacekeeper. Internet Explorer 9 fick ett resultat på 95% i det inofficiella Acid3 standardtestet.
Michael Muchmores första intryck i tidningen PC Magazine var generellt positiva och hyllade funktionerna i läget InPrivate. Han konstaterade även att spårningsskyddet i Internet Explorer 9 var mer flexibelt och omfattande än det i Mozilla. Recensionen angav även att Internet Explorer 9 nu även ”vinner prestandamätningen för JavaScript – SunSpider” och att det var en stor förbättring jämfört med Googles mätningar för JavaScript. Även om det fortfarande föll långt bakom Chrome 9. För normal surfning var det dock svårt att se en prestandaskillnad mellan Chrome och Internet Explorer. Releasekandidaten var även perfekt kompatibel med många fler webbplatser än betan, även om det fortfarande fanns problem med vissa webbplatser på grund av att deras utvecklare ännu inte testade dem mot den nya webbläsaren. Releasekandidaten fick betyget 4/5.

### Den slutgiltiga versionen
Den första dagen Internet Explorer 9 var kommersiellt tillgänglig laddades den ner över 2,35 miljoner gånger.
I sitt prestandatest gjort för ZDNet i mars 2011 konstaterar  Adrian Kingsley-Hughes att Google Chrome 10, Internet Explorer 9 (32-bit) Final Release, Opera 11.01 och Firefox 4 Releasekandidat var ganska lika webbläsare. Han menade att Microsoft hade arbetat hårt med IE och tagit den från att vara den långsammaste webbläsaren i gruppen till att bli den snabbaste. I grund och botten ansåg han att prestandan för JavaScript inte längre var ett verkligt problem, speciellt inte i testning för normalt användande och det var svårt att se en skillnad mellan de olika webbläsarna.

## Mobil version
I februari 2011, vid Mobile World Congress, annonserade Steve Ballmer en stor uppdatering för Windows Phone 7  inför slutet av 2011, som kommer att inkludera en mobil version av Internet Explorer 9 som stöder samma webbstandarder (ex. HTML5) och hårdvaruaccelererade grafik som PC-versionen. Microsoft demonstrerade den hårdvaruaccelererade prestandan i en akvariedemo genom att använda en utvecklingsversion av mobila Internet Explorer 9 jämfört med den långsamma prestandan hos november 2010 IOS 4.2.1 RTM Safari på en Iphone 4.

## Mer läsning
- Mediati, Nick (15 september 2010). ”Microsoft Internet Explorer 9 Browser Software Review”. PC World. PCWorld Communications, Inc. http://www.pcworld.com/reviews/product/665793/review/internet_explorer_9.html. Läst 19 oktober 2010.
- Gralla, Preston (15 september 2010). ”Internet Explorer 9 beta strips down for speed”. Computerworld. Computerworld Inc. http://www.computerworld.com/s/article/9185338/Internet_Explorer_9_beta_strips_down_for_speed?taxonomyId=167. Läst 19 oktober 2010.
- McCracken, Harry (21 september 2010). ”Finally, a 21st Century Browser from Microsoft”. TIME. http://www.time.com/time/business/article/0,8599,2020309,00.html. Läst 19 oktober 2010.
- Stern, Joanna (15 september 2010). ”Internet Explorer 9 Beta review”. Engadget. AOL Inc. http://www.engadget.com/2010/09/15/internet-explorer-9-beta-review/. Läst 19 oktober 2010.